# Ryssnarv
Ryssnarv (Moehringia lateriflora) är en växtart i familjen nejlikväxter.